# عالم ووز
عالم ووز (بالإنجليزية: Woozworld) هو مجتمع ألعاب افتراضي وخدمة شبكة اجتماعية تأسست في عام 2009 ومقرها في مونتريال، كيبك، يسمح للأطفال والمراهقين بالتواصل مع بعضهم البعض من خلال ملفات تعريف قابلة للتخصيص وأنشطة تفاعلية.

## الحماية
تركز الشركة بشدة على حماية المعلومات الخاصة لمستخدميها وخلق بيئة ألعاب آمنة يمكن للوالدين الوثوق بها. تلتزم الشركة بجميع تدابير الحماية المنصوص عليها في قانون حماية خصوصية الأطفال على الإنترنت (COPPA)، تحمي هذه الإجراءات خصوصية الأطفال على الإنترنت وتضمن موافقة الوالدين قبل تنشيط الحساب.

## روابط خارجية
- موقع عالم ووز